# Sepoltura dei santi Cosma e Damiano
La Sepoltura dei santi Cosma e Damiano è un dipinto, tempera su tavola (37x45 cm), di Beato Angelico, conservato nel Museo nazionale di San Marco a Firenze. Faceva parte della predella con le Storie dei santi Cosma e Damiano della Pala di San Marco, oggi divisa tra più musei. Il pannello in questione era l'ottavo della serie, l'ultimo sul lato frontale da sinistra.

## Storia
La pala di San Marco era destinata all'altare maggiore della chiesa di San Marco a Firenze, officiata dai domenicani del convento di cui faceva parte anche l'Angelico stesso. Il dipinto era solo uno dei tasselli della completa ristrutturazione e ridecorazione del convento offerta da Cosimo de' Medici e che ebbe come protagonista assoluto, per quanto riguarda la decorazione pittorica, l'Angelico. Il programma comprendeva oltre alla pala per l'altare maggiore, il celebre ciclo di affreschi, sia nelle aree comuni che nelle celle individuali, e una serie di codici miniati.
L'altare maggiore della chiesa venne riscattato dai Medici nel 1438, per la somma considerevole di cinquecento ducati, e riconsacrato ai santi protettori della famiglia, Cosma e Damiano, che in vita erano stati appunto, secondo la leggenda, "medici". La vecchia pala d'altare, un'Incoronazione della Vergine del 1402, in stile tardogotico di Lorenzo di Niccolò, venne rimossa e donata, con un'istanza del Priore fra Cipriano datata 1438, alla chiesa di San Domenico di Cortona, dove si trovava una comunità domenicana gemellata con quella fiorentina e dove si recò personalmente l'Angelico per effettuare la consegna nel 1440 (nell'occasione venne inciso sulla cornice il nome dei Medici come donatori).
La nuova pala venne quindi commissionata all'Angelico in un momento imprecisato, verosimilmente nel 1438 quando venne deciso di disfarsi di quella vecchia. La pala viene in genere datata entro il 1440, mentre i pannelli della predella forse vennero completati entro il 1443. Non vi sono ragioni per dubitare che venissero dipinti in una sequenza diversa da quella in cui si trovavano.
Con le soppressioni tra XVIII e XIX secolo la pala venne rimossa smembrata e parzialmente dispersa. I pannelli della predella sono oggi in parte a Firenze e in parte in altri musei internazionali. Se la pala venne sottoposta a un restauro disastroso, in un'epoca imprecisata tra XVIII e XIX secolo, i pannelli della predella furono risparmiati ed oggi sono generalmente in condizioni ottime o molto buone, tranne il pannello di Washington, che è più danneggiato.

## Descrizione e stile
Cosma e Damiano erano due celebri medici, tradizionalmente creduti fratelli, che guarivano gratuitamente le persone. Arrivata la loro fama agli orecchi del prefetto romano della Cilicia Lisia, egli se li fece portare davanti e li accusò di perturbare l'ordine pubblico tramite la diffusione della loro fede cristiana. Al loro rifiuto di abiurare vennero condannati ad atroci torture (i "cinque martirî") prima di essere decapitati.
Una volta Cosma e Damiano avevano curato l'emorroissa Palladia (prima scena della predella), la quale, in segno di ringraziamento, insistette per ricompensarli con tre uova. Cosma rifiutò nettamente, mentre Damiano, colpito dall'insistenza della donna, decise di accettarle di nascosto, suscitando poi un ampio rimprovero del fratello, che ordinò ai suoi seguaci di seppellirlo, quando fosse giunta l'ora, non accanto al fratello.
Al momento della sepoltura infatti i seguaci dei due si apprestano a seppellire i due fratelli lontano, ma un cammello miracolosamente si mette a parlare dicendo "Nolite eos separare a sepoltura, quia non sunt separati a merito", cioè che essi in quanto uguali nel merito dovevano esserlo anche nella sepoltura.
La scena è quella forse dalla struttura più notevole di tutta la predella e mostra al centro, in scorcio (come nel Giudizio Universale, il sepolcro di Cosma e dei seguaci Antimo, Leonzio ed Eupreprio, mentre Damiano sta venendo portato via, ma il cammello, dalla cui bocca esce un cartiglio per la miracolosa parlata, blocca gli addetti al trasporto. Ai lati si trovano i sacerdoti e altri partecipanti al funerale. La scena sembra ambientata in piazza San Marco, proprio sullo sfondo della chiesa di San Marco e del convento di San Marco per cui la pala era destinata. La complessità degli scorci delle vie anticipa quella del Miracolo di san Zanobi di Domenico Veneziano nella predella della pala di Santa Lucia de' Magnoli (1445 circa).
Questo pannello, come gli altri della predella, è caratterizzato da un vivace stile aneddotico e accattivante, che racconta efficacemente le storie. Sullo sfondo una superficie piatta e parallela al piano frontale fa da fondale su cui risaltano le figure. Straordinaria è la luce, come in altri dipinti dell'Angelico, che unifica l'intera scena con toni tenui e cristallini e con un efficace modellato dei volumi tramite il chiaroscuro.

## Disposizione originaria dei pannelli della predella
La predella della pala di San Marco era composta da nove pannelli (oggi esposti in più musei). Al centro si trovava la Pietà, mentre ai lati si trovavano otto storie dei santi Cosma e Damiano, sei sul lato principale e la prima e l'ultima sui fianchi.
- Guarigione di Palladia, National Gallery of Art, Washington
- San Cosma e san Damiano davanti a Lisia, Alte Pinakothek, Monaco di Baviera
- San Cosma e san Damiano salvati dall'annegamento, Alte Pinakothek, Monaco di Baviera
- Condanna al rogo dei santi Cosma e Damiano, National Gallery of Ireland, Dublino
- Pietà, Alte Pinakothek, Monaco di Baviera
- Crocifissione dei santi Cosma e Damiano, Alte Pinakothek, Monaco di Baviera
- Decapitazione dei santi Cosma e Damiano, Museo del Louvre, Parigi
- Sepoltura dei santi Cosma e Damiano, Museo nazionale di San Marco, Firenze
- Guarigione del diacono Giustiniano, Museo nazionale di San Marco, Firenze

Predella della Pala di San Marco